# Francisco Aznar Navarro
Francisco Aznar Navarro (Zaragoza, 1878-Zaragoza, 1927) fue un escritor, historiador y periodista español.

## Biografía
Nació en 1878 en Zaragoza. Erudito aragonés, publicó «Régimen municipal aragonés» (Revista de Aragón), Forum Turolii (Zaragoza, 1905), Los Solariegos en León y Castilla (1906), El Cabildo de Zaragoza en 1808 y 1809 y «Enlaces angloespañoles» (Ateneo, I, 1906). Falleció el 26 de enero de 1927 en Zaragoza. Fue fundador en 1923 del diario Región de Oviedo y en 1925 de La Voz de Aragón.